# مهدي المدرسي
مهدي المدرسي هو السيد محمد مهدي المدرسي (العربية: محمد مهدي المدرسي؛ ولد عام 1977)، المعروف أيضًا باسم السيد مهدي المدرسي، هو عالم شيعي عراقي-أسترالي، مؤلف وخطيب. ينتمي إلى عائلة علمائية تضم عمه المرجع الديني محمد تقي المدرسي، أحد أبرز قادة الدين في العراق بين غالبية الشيعة.
قاد الصلاة في مجلس النواب الأمريكي في الولايات المتحدة، ويلقي المحاضرات حول العالم. يدير المدرسي برنامج "إنترپاث" (Interpath)، وهو برنامج تواصل يهدف إلى تعزيز العلاقات بين المسلمين والديانات الكبرى الأخرى.

## الحياة المبكرة والتعليم
ولد المدرسي في مدينة الكويت عام 1977. من جهة والده، هو ابن هادي المدرسي وحفيد حفيد الميرزا مهدي الشيرازي. ومن جهة والدته هو حفيد هاشم القزويني وحفيد حفيد محمد صادق القزويني. ويدعي النسب الشريف من النبي محمد، عن طريق علي زين العابدين من جهة والده، وموسى الكاظم من جهة والدته.
تحت إشراف والده، درس المدرسي منهجًا تقليديًا راسخًا في الحوزة العلمية، متعلمًا الأعمال الكلاسيكية في مختلف فروع الفقه الإسلامي، بالإضافة إلى المواد المساندة التي تُدرس في المؤسسات الدينية. وهو خريج معهد القائم للبحوث اللاهوتية في مسجد السيدة زينب في دمشق، وبلغ مستوى "سطوح العليا". يجسد منهجه الكلاسيكي وسطية الإسلام، مع احترام الخلافات بين الفقهاء، وتعليم روحي مستمد من القرآن وتعاليم النبي محمد وأهل بيته.
كما حصل على تعليمه الأكاديمي المبكر في الولايات المتحدة، وأكمل دراسته في مجال الاجتماعيات والسياسة والفلسفة على مستوى التعليم العالي في أستراليا.

## النشاطات
انتقد المدرسي الفظائع التي ارتكبتها الحكومة البحرينية ضد شعبها (وخاصة الشيعة)، خاصة بعد انتفاضة 2011. واعتبر أن الانتفاضة كانت نتيجة عقود طويلة من الظلم. كما أزعجه صمت الغرب تجاه الأوضاع في البحرين، وكتب في إحدى مقالاته:

"سواء قرر القادة الغربيون تقليل خسائرهم أو إبقاء الحكومة البحرينية على الدعم مؤقتًا، فإن أسوأ شيء يمكنهم فعله هو دفن رؤوسهم في الرمال وافتراض أن كل شيء سيكون على ما يرام... تخيل العواقب لو أن القوى الغربية وقفت مع نظام حسني مبارك أو نظام العقيد القذافي حتى النهاية... لو لم يكن للدعم العسكري السعودي والدعم السياسي الغربي، لكان هذا النظام غير المنتخب آل خليفة قد انهار منذ زمن بعيد."
كما انتقد المدرسي سياسة السعودية وآل سعود بسبب انتهاكات حقوق الإنسان، ووصل به الأمر إلى مقارنة النظام بـ(داعش), مؤكدًا أن الفرق الحقيقي الوحيد بين داعش والنظام السعودي هو أن الأخير "نجح"، حيث حصل على مقعد في الأمم المتحدة ويملك جيشًا من الدبلوماسيين والمروجين المميزين في قصر ويستمنستر وكابيتول هيل.

## الأعمال
نشر المدرسي أولى مؤلفاته باللغة العربية عام 1992 بعنوان "عن علامات الله وعظمته". ثم أصدر كتابين آخرين بالعربية نشرا في بيروت. كان آخر كتبه العربية دراسة تحليلية معمقة للحديث النبوي المعروف بـحديث الثقلين، يتناول فيه الآثار العملية لهذا الحديث ويقدم رؤية شاملة للنقاشات بين الشيعة والسنة حوله.
في العقد الثاني من القرن الحادي والعشرين، حول اهتمامه إلى الكتابة باللغة الإنجليزية، وألف أو حرر عدة كتب منها:
- Hajj: Rules and Rituals (بالإنجليزية). ISBN:978-1515186021.
- Our Beliefs: The Fundamental Tenets of Islam (بالإنجليزية). 14 Sep 2015. ISBN:978-0994240934.
- The Lost Testament: What Christians Don't Know About Jesus (بالإنجليزية). ASIN:B01K170MDQ.
- A Day Like No Other: The Saga of Hussein and History's Greatest Tragedy (بالإنجليزية). ASIN:B0CCCX84H4. ISBN:979-8852910257.
- The Maqtal of Hussein: Passion Narrative of History's Greatest Tragedy (بالإنجليزية). ASIN:B0CC4PYV7V. ISBN:979-8852733078.

كما كتب مجموعة مقالات تتناول التحديات المعاصرة التي تواجه الشباب المسلمين، مع التركيز على مشاكل أكثر ارتباطًا بالدول الغربية حيث يشكل المسلمون أقلية متزايدة، مثل المواضيع "المحرمة" كالإباحية، والكحول، والجنس، والمخدرات، والتطرف الديني.
كما أسس قناة أهل البيت، وهي قناة تلفزيونية شيعية إسلامية غير ربحية تنطق باللغة الإنجليزية فقط، وهي الأولى من نوعها، أُطلقت عام 2009 ويقع مقرها في لندن.

## المحاضرات
يلقي المدرسي محاضرات في جميع أنحاء العالم حول القضايا الإسلامية التقليدية والمعاصرة، وقد ألقى محاضرات في عدد لا يحصى من المساجد والكنائس والجامعات والحوزات العلمية. تمت مقابلته في العديد من منصات الأخبار، وظهر في برامج تلفزيونية وإذاعية مثل BBC. وهو من المدافعين القويين عن الحوار بين الأديان. يشارك المدرسي بانتظام في هذه الفعاليات، ويتحدث باستمرار ضد أعمال الإرهاب. كما حرص على توجيه انتباه العالم إلى مسيرة الأربعين، داعيًا الجميع لفهم الحسين ورسالة تضحيته، لأن ذلك سيمكنهم من فهم جذور داعش القديمة ومنهجها القائم على الموت والدمار.

## روابط خارجية
- الموقع الرسمي للمدرسي
- صفحة تويتر (بالإنجليزية)
- صفحة تويتر (بالعربية)